# Os Anos de Chumbo
Die bleierne Zeit (bra: Os Anos de Chumbo; prt: Os Anos de Chumbo, ou Anos de Chumbo) é um filme alemão de 1981, do género drama histórico-biográfico, realizado por Margarethe von Trotta.

## Sinopse
O percurso seguido por duas irmãs nas suas vidas: uma, rebelde na juventude, torna-se jornalista e militante de um movimento feminista. A outra, submissa nos seus primeiros anos, revolta-se contra a sociedade que considera injusta e hipócrita e torna-se terrorista urbana.[carece de fontes?]

## Prémios
| Ano  | Prémio                                         | Galardoado                   | Categoria                                                |
| 1981 | Festival de Cinema de Veneza                   | Margarethe von Trotta        | Leão de Ouro[carece de fontes?]                          |
| 1981 | Festival de Cinema de Veneza                   | Margarethe von Trotta        | Prémio FIPRESCI[carece de fontes?]                       |
| 1981 | Festival de Cinema de Veneza                   | Jutta Lampe e Barbara Sukowa | Melhor Interpretação Feminina[carece de fontes?]         |
| 1981 | Festival Internacional de Cinema de Valladolid | Margarethe von Trotta        | Menção Honrosa[carece de fontes?]                        |
| 1982 | Prémio David di Donatello                      | Margarethe von Trotta        | Melhor Realização - Filme Estrangeiro[carece de fontes?] |
| 1982 | Deutscher Filmpreis                            | Margarethe von Trotta        | Melhor Filme[carece de fontes?]                          |
| 1982 | Deutscher Filmpreis                            | Barbara Sukowa               | Melhor Interpretação Feminina[carece de fontes?]         |